# يوهان فيلهلم فاغنر
يوهان فيلهلم فاغنر (بالإنجليزية: Johann Wilhelm Wagner )‏ (و. 1681 – 1745 م) هو عالم فلك، وأستاذ جامعي من ألمانيا . وكان عضواً في الأكاديمية البروسية للعلوم .
توفي في برلين، عن عمر يناهز 64 عاماً.